# La Mer (Film)
La Mer ist ein französischer Kurzfilm aus dem Jahr 1895 von Louis Lumière. Dieser Film gehört zu den ersten kommerziell vorgeführten Filmen der Lumière Cinématographe. Seine Premiere feierte der Film am 28. Dezember 1895 zusammen mit weiteren Filmen im Salon Indien-Grand Café in Paris.

## Filminhalt
Der Film zeigt, wie vier Männer und eine Frau mit einem Sprung von einem Steg ins Meer tauchen und diesen Vorgang mehrfach wiederholen.

## Hintergrundinformationen
Der Film wurde im Bildformat 1.33:1 auf 35-mm-Film mit einem Cinématographen gedreht.
Während der Drehaufnahmen war das Wetter sehr stürmisch, dies lässt sich aus den Filmaufnahmen erkennen. Der Film wurde in Amerika unter dem Titel The Sea veröffentlicht. Es wird vermutet, dass der Film auch unter dem Titel Baignade en mer veröffentlicht wurde.